# Onthophagus manya
Onthophagus manya är en skalbaggsart som beskrevs av Matthews 1972. Onthophagus manya ingår i släktet Onthophagus och familjen bladhorningar. Inga underarter finns listade i Catalogue of Life.